# Wehrkreis XVIII

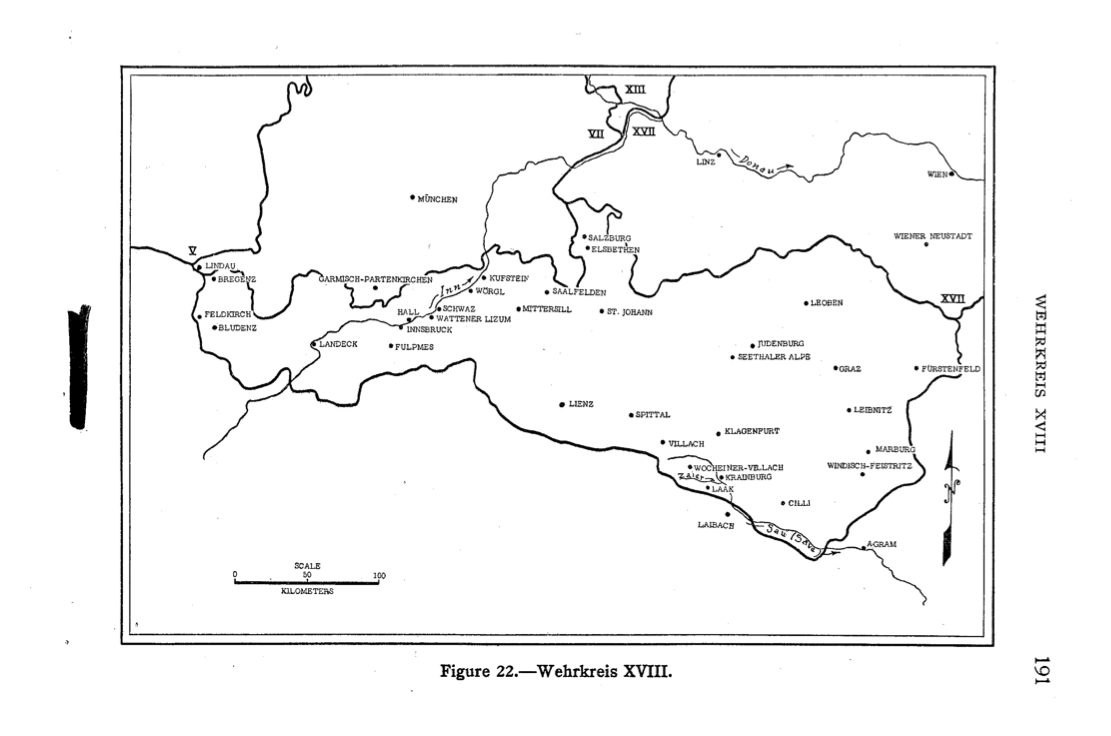
Carte de la militaire en 1944.

Le Wehrkreis XVIII (WK XVIII) était la 18e région militaire allemande qui contrôlait la Styrie, la Carinthie, le Tyrol, le nord de la Slovénie, et de la Moravie pour la Wehrmacht.

## Divisions administratives
Le siège de la 18e région militaire était à Salzbourg.

## Gouverneurs (Befehlshaber)
Les gouverneurs de la 18e région militaire.
1. General der Infanterie Eugen Beyer 1er avril 1938 - 26 août 1939
2. General der Infanterie Hubert Schaller-Kalide 26 août 1939 - 31 janvier 1943
3. General der Infanterie Friedrich Materna 31 janvier 1943 - 10 décembre 1943
4. General der Infanterie Franz Böhme 10 décembre 1943 - 24 juin 1944
5. General der Gebirgstruppen Julius Ringel 24 juin 1944 -